# Barriopedro
Barriopedro ist ein Ort und eine Gemeinde (municipio) mit 24 Einwohnern (Stand: 2024) im Zentrum der Provinz Guadalajara in der Autonomen Gemeinschaft Kastilien-La Mancha in Zentralspanien. 

## Lage und Klima
Barriopedro liegt in einer Höhe von ca. 910 m in der Kulturlandschaft der Alcarria. Der Río Tajuña begrenzt die Gemeinde im Nordwesten. Die Entfernung zur südwestlich gelegenen Provinzhauptstadt Guadalajara beträgt ca. 35 Kilometer (Fahrtstrecke). Das Klima ist gemäßigt bis warm; Regen (569 mm/Jahr) fällt übers Jahr verteilt.

## Bevölkerungsentwicklung
| Jahr      | 1970 | 1981 | 1991 | 2001 | 2011 | 2021 |
| Einwohner | 42   | 24   | 26   | 31   | 24   | 17   |

## Sehenswürdigkeiten

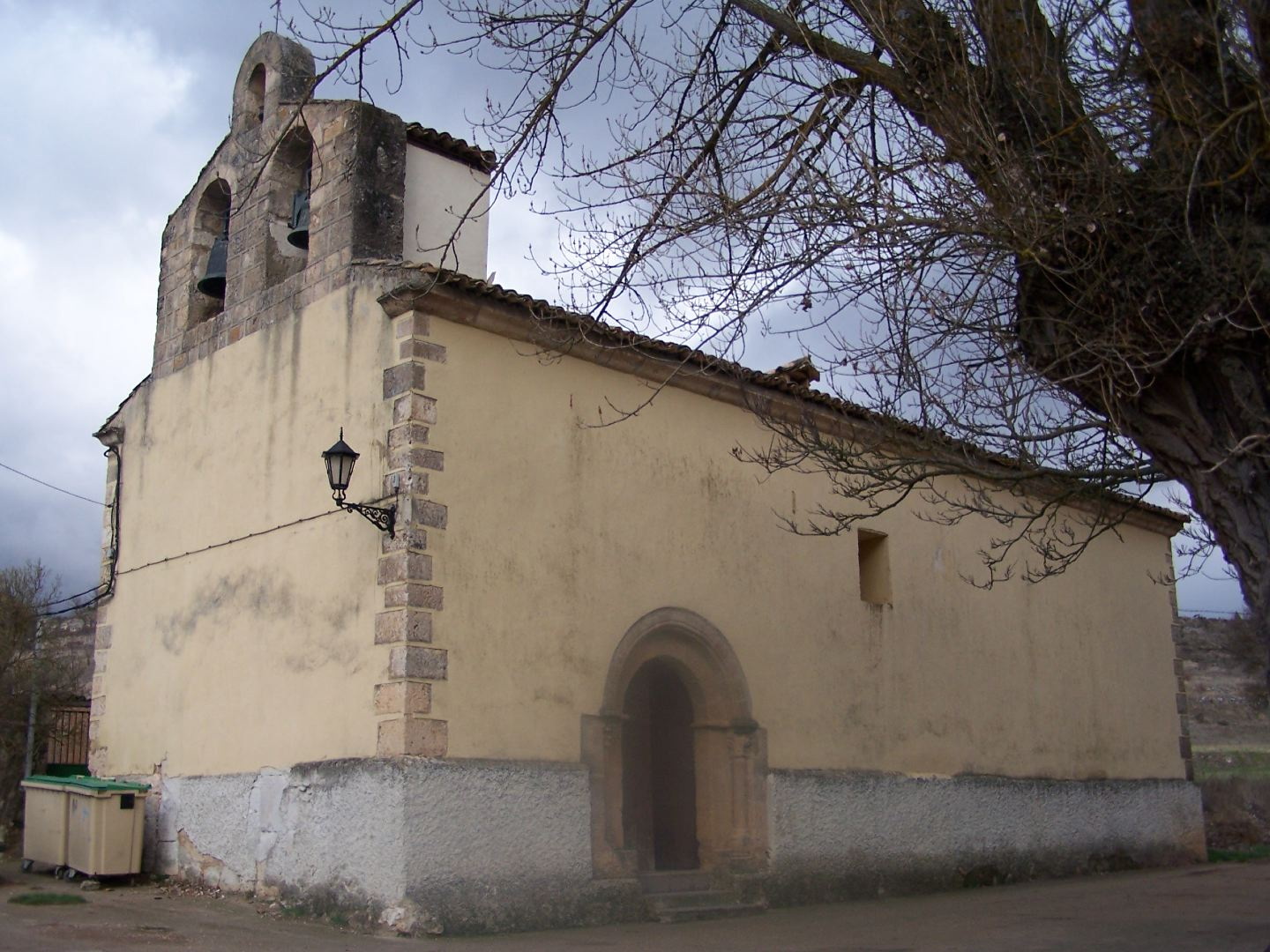
Marienkirche

- Marienkirche